# راسيل هاثاواي
راسيل هاثاواي (بالإنجليزية: Russ Hathaway)‏ هو لاعب كرة قدم أمريكية أمريكي، ولد في 14 يناير 1896 في تير هوت في الولايات المتحدة، وتوفي في 19 أغسطس 1988 في كلاي سيتي في الولايات المتحدة.